# Afrikanisches Jahr
Als Afrikanisches Jahr oder Afrika-Jahr wird das Jahr 1960 bezeichnet, da damals 18 Kolonien in Afrika (14 französische, zwei britische, je eine belgische und italienische) die Unabhängigkeit von ihren Kolonialmächten erlangt haben:

Im Afrikanischen Jahr unabhängig gewordene Staaten

1. am 1. Januar Kamerun von Frankreich
2. am 27. April Togo von Frankreich
3. am 26. Juni Madagaskar von Frankreich
4. am 26. Juni Britisch-Somaliland von Großbritannien
5. am 30. Juni die Demokratische Republik Kongo von Belgien
6. am 1. Juli Italienisch-Somaliland von Italien
7. am 1. August die Republik Dahomey von Frankreich (heute Benin)
8. am 3. August Niger von Frankreich
9. am 5. August Obervolta von Frankreich (heute Burkina Faso)
10. am 7. August die Elfenbeinküste von Frankreich (heute offiziell Côte d’Ivoire)
11. am 11. August Tschad von Frankreich
12. am 13. August die Zentralafrikanische Republik von Frankreich
13. am 15. August die Republik Kongo von Frankreich
14. am 17. August Gabun von Frankreich
15. am 20. August der Senegal von Frankreich
16. am 22. September Mali von Frankreich
17. am 1. Oktober Nigeria von Großbritannien
18. am 28. November Mauretanien von Frankreich

Bereits am Unabhängigkeitstag Italienisch-Somalilands vereinigte es sich mit dem fünf Tage zuvor unabhängig gewordenen Britisch-Somaliland zum heutigen Somalia, sodass heute oft nur von 17 entstandenen unabhängigen Staaten gesprochen wird.
Bereits drei Jahre später schlossen sich viele der unabhängig gewordenen Staaten zur Organisation für Afrikanische Einheit zusammen, die 2002 in die Afrikanische Union überging.